# Eudromia
Eudromia là một chi chim trong họ Tinamidae.